# Нааб
Нааб (на немски: Naab) е ок. 197 km дълъг ляв и северен приток на Дунав в Горен Пфалц в Източна Бавария, Германия.
- Нааб
- Вливането на Нааб (отзад дясно) в Дунав (отпред ляво)